# Тельмана (Казахстан)
Те́льмана (каз. Тельман) — село у складі Атбасарського району Акмолинської області Казахстану. Адміністративний центр Тельманського сільського округу.
Населення — 517 осіб (2021; 754 у 2009, 623 у 1999, 795 у 1989).
Національний склад станом на 1989 рік:
- німці — 77 %.